# Bombardement du camp de réfugiés de Rann
Le bombardement du camp de réfugiés de Rann est une bavure militaire de l'armée nigériane le 17 janvier 2017 pendant l'insurrection de Boko Haram. Pensant frapper des djihadistes, un avion militaire bombarde un camp de réfugiés près du village de Rann, dans l'État de Borno, au nord-est du pays. L'attaque fait 112 morts et 97 blessés.

## Contexte
Le village de Rann se trouve tout près de la frontière camerounaise, dans une région isolée en plein territoire où sévit la rébellion islamiste du groupe Boko Haram. C'est une zone où se trouvent de nombreux déplacés internes (environ 43 000 en ce mois de janvier 2017) qui fuient les combats et se regroupent dans un camp où ils manquent sévèrement de nourriture. Plusieurs ONG sont présentes pour leur venir en aide comme la Croix-Rouge et Médecins sans frontières.
Les membres de Boko Haram subissent plusieurs défaites dans les mois précédents cet événement, et doivent abandonner leur refuge de la forêt de Sambisa pour se regrouper vers Kala. Pour le gouvernement nigérian, le conflit, qui a fait 20 000 morts et 2,6 millions de déplacés depuis 2009, entre dans sa « phase finale ».

## Déroulement

### Bombardement
Le midi du mardi 17 janvier, le personnel humanitaire du camp de Rann distribue de la nourriture aux réfugiés quand deux bombes s'abattent sur eux, à 12 h 35. C'est un avion de la force aérienne nigériane qui devait aller bombarder Kala, une autre localité aux mains des djihadistes, et qui aurait confondu les deux villages. 
Le bilan immédiat communiqué est lourd avec 70 morts (dont 6 volontaires de la Croix-Rouge locale) et plus de 100 blessés. Il monte deux jours plus tard à 90 morts, des sources locales parlant même d'un total de 170 morts et peut-être 236 morts. Le 2 février, le général nigérian Lucky Irabor déclare que le bombardement a causé la mort de 112 personnes et fait 97 blessés, mais affirme que le bilan de 234 morts, donné par le président du gouvernement local de Kala/Balge, est erroné.

### Secours
L'environnement sanitaire du camp est précaire à cause du manque de moyens mais l'isolement du lieu empêche d'évacuer l'ensemble des blessés vers Maiduguri, la capitale régionale. Le Comité international de la Croix-Rouge (CICR) déploie un hélicoptère et une équipe chirurgicale sur place, tandis que Médecins sans frontières coordonne la prise en charge des blessés.
Le lendemain, seuls 9 blessés, qui étaient dans un état jugé « critique », ont pu être évacués. Le camp contient toujours 90 blessés dont 46 grièvement. Ils sont soignés en plein air, dans des conditions difficiles.

## Réactions
Le président nigérian Muhammadu Buhari parle d'une « regrettable erreur opérationnelle » qui lui a causé « une profonde tristesse », et appelle la population à garder son calme. 
Pour Médecins sans frontières, il s'agit d'une « une attaque choquante et inacceptable ».
Le 21 juillet 2017, l'armée nigériane déclare que le bombardement du camp de Rann était dû à une erreur de marquage. Le porte-parole de la Défense, le major général John Enenche, déclare alors que « l'emplacement ne figurait pas sur la carte opérationnelle en tant que base humanitaire », malgré le fait que le camp soit géré par l'armée nigériane et affirme que « les gens n'étaient pas censés se rassembler dans ce lieu », le rassemblement ayant eu lieu près du camp et non à l'intérieur. Il conclut : « Par conséquent, il est apparu que ce lieu pourrait très bien être utilisé pour les activités ennemies. [...] Lorsque le mouvement de masse a été détecté grâce à l'observation aérienne par satellite, on a cru qu'il s'agissait d'une activité terroriste de Boko Haram, qui devait être neutralisée rapidement ».